# Henning Matriciani
 (décembre 2023).
Henning Matriciani, né le 14 mars 2000 à Lippstadt, est un footballeur allemand qui joue au poste de défenseur à Schalke 04.

## Biographie

### En club
Le 15 juillet 2020, il signe à Schalke 04 en provenance du SV Lippstadt 08. Il fait ses débuts avec l'équipe première le 15 mai 2021 contre l'Eintracht Francfort en Bundesliga. il rentre à la 67' à la place de Mehmet Can Aydın.
Lors de la saison 2021-2022, il fait 12 apparitions en deuxième division et Schalke 04 termine deuxième et remonte en Bundesliga. 
Pendant la saison 2022-2023, Il joue 22 match en championnat et un match en coupe.

### En sélection
Il fait ses débuts avec les espoirs le 28 mars 2023 lors d'une rencontre amicale contre la Roumanie en entrant à la 75e à la place de Noah Weißhaupt. Il il a participé ensuite au championnat d'Europe. Il a joué les 3 matchs du premier tour et la Allemagne quitte le tournoi après un match nul et deux défaites.